# Bristol Bloodhound
Pour les articles homonymes, voir Bloodhound.
Le Bristol Bloodhound est un missile sol-air longue portée développé par Bristol Aeroplane Company à partir de 1949 dont la mise en service débuta en 1958.

## Historique
Il s'agit du premier missile guidé britannique entré en service.
Il est à l'origine conçu pour la défense des bases aériennes de la Royal Air Force abritant les V bomber. La version Mk I entre en service en 1958, remplacée par la Mk II à partir de 1964. Un total de 783 missiles sont construits. 
La RAF les retire en 1991.

## Utilisateurs
- Australie, Force aérienne royale australienne : Bloodhound Mk I opéré par le No. 30 Squadron RAAF (en) en activité du 11 janvier 1961 au 30 novembre 1968.
- Royaume-Uni, Royal Air Force : De 1958 a 1991.
- Singapour, Force aérienne de la république de Singapour : Achat du matériel d'un escadron britannique basé sur place en 1968. Le 170e Escadron de la Force aérienne de la république de Singapour met en service le MK II jusqu'en mars 1990.
- Suède, Force aérienne suédoise : 96 Mk II et dix missiles d'exercice commandé en 1961, utilisé sous la désignation Robotsystem 68 sur lanceurs mobiles. Retrait entre 1974 et 1978 ; 60 missiles retournent au Royaume-Uni et 30 sont vendus à la Suisse.
- Suisse, Forces aériennes suisses : utilisation de Mk II de 1964 à 1999 sous la désignation BL-64. Les huit batteries de missiles sol-air d'active avec huit lanceurs et la batterie d'exercice avec quatre lanceurs étaient installés dans six bases[1] construites entre 1964 et 1968. La mise en place du système Bloodhound a coûté 380 millions de francs suisses valeur 1964[2] . 204 missiles guidés ont été commandés au fabricant en 1979, 30 achetés à la Suède[3].

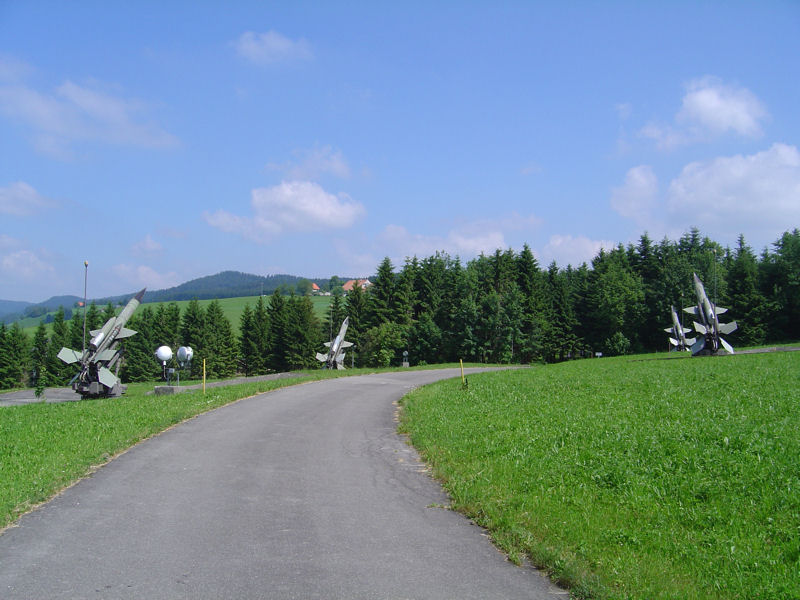
Quatre lanceurs de BL-64 à Menzingen
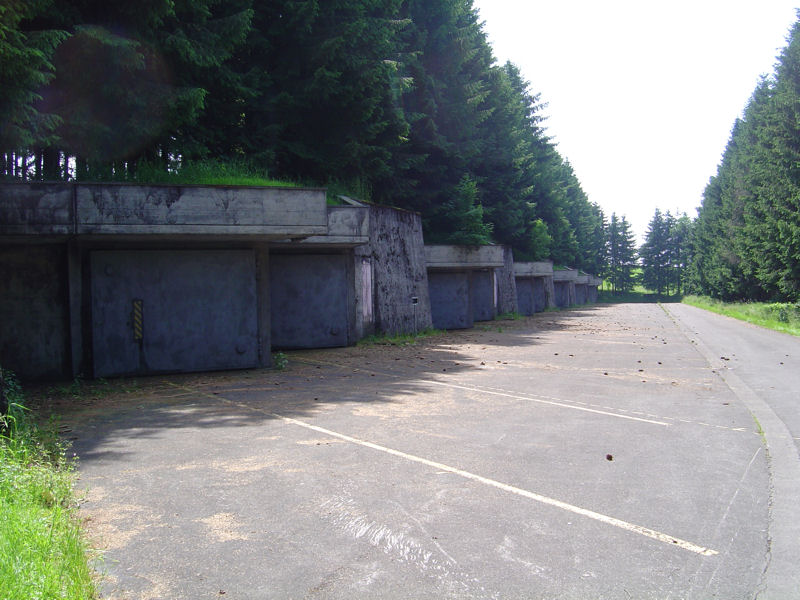
Les garages des missiles
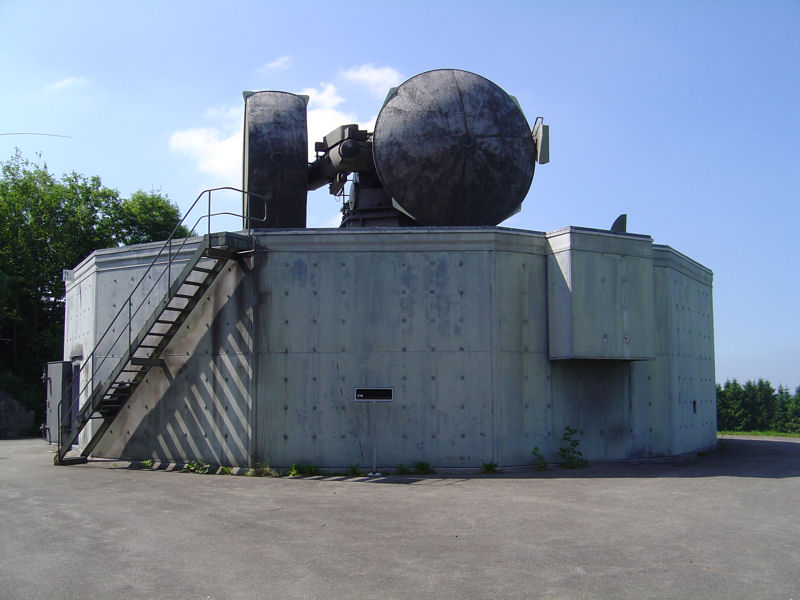
Le radar de conduite de tir
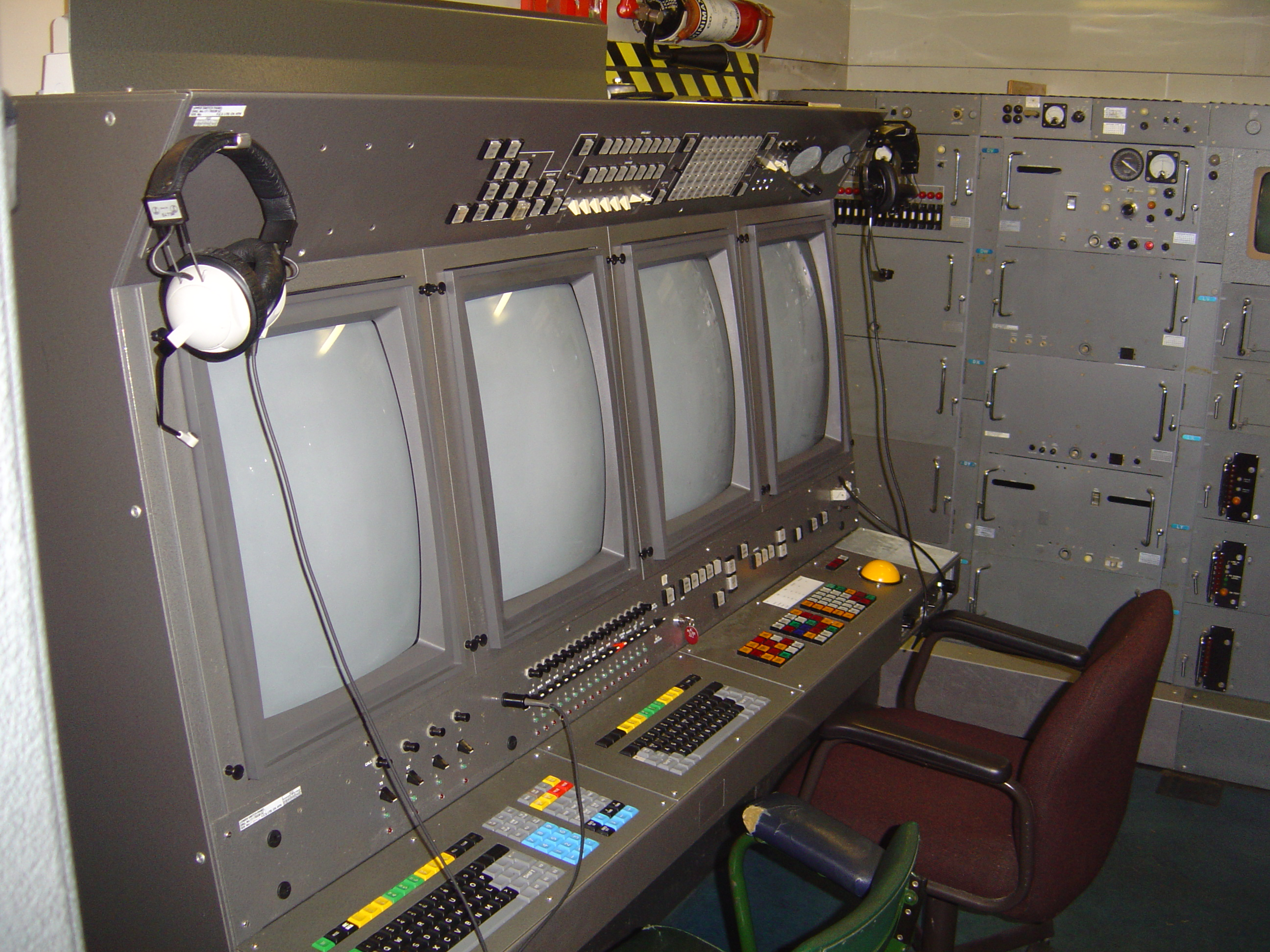
Une station de contrôle